# Munningen
Munningen là một đô thị ở huyện Donau-Ries trong bang Bayern nước Đức. Đô thị Munningen có diện tích 22,78 km².